# 23 Pułk Ułanów Armii Krajowej
23 Pułk Ułanów AK – jednostka siły zbrojnych Armii Krajowej utworzona częściowo na początku 1944 r. w ramach akcji odtworzenia struktur Wojska Polskiego sprzed 1939 r.

## Informacje ogólne
23 Pułk Ułanów Grodzieńskich przed wojną stacjonował w Postawach i był częścią Wileńskiej Brygady Kawalerii. Pułk, a właściwie tylko Szwadron CKM, został otworzony siłami Okręgu Nowogródek AK. A pluton konny pułku został otworzony przy 6 Wileńskiej Brygadzie AK.
Szwadron CKM na początku podlegał po Zgrupowanie Stołpce Okręgu Nowogródzkiego AK, gdzie walczył w Puszczy Nalibockiej. Po dotarciu Zgrupowania pod koniec Lipca 1944 r. do Puszczy Kampinoskiej Szwadron wszedł w skład Dywizjonu 27 pułku ułanów im. S. Batorego, Pułku „Palmiry-Młociny”, Grupy Kampinos.
Dowodził nią wtedy por. Jarosław Gąsiewski „Jar”.
W czasie Powstania Warszawskiego Szwadron CKM walczył w Puszczy Kampinoskiej, na Św. Krzyżu i w Opoczyńskim. Jednostka została rozbita przez Niemców 27-29 września 1944.